# パンアメリカン航空708便墜落事故
パンアメリカン航空708便墜落事故（パンアメリカンこうくう708びんついらくじこ）は、1966年11月15日に発生した航空事故。パンアメリカン航空708便（ボーイング727-21）がフランクフルト国際空港発ベルリン・テーゲル空港行の飛行中、目的地から10km手前の地表に墜落し、乗員3人全員が死亡した。墜落現場が東ドイツであったため、アメリカ合衆国の調査官が現場に立ち入ることをソビエト連邦が許可せず、調査が行えなかったことから原因の特定には至らなかった。また、機体の残骸は半分ほどはアメリカ合衆国に返還された。

## 飛行の詳細

### 事故機
事故機のボーイング727-21（N317PA）は、1966年1月11日に初飛行を行っており、総飛行1,804時間ほどだった。エンジンは、3基のプラット・アンド・ホイットニーJT8D-7を搭載していた。

### 乗員
機長は41歳の男性だった。総飛行時間は14,212時間で、ボーイング727では58時間の経験があった。また、ボーイング727のほかにダグラス DC-6、ダグラス DC-7、ボーイング377、ボーイング707での飛行資格があった。
副操縦士は42歳の男性だった。総飛行時間は17,542時間で、ボーイング727では32時間の経験があった。また、ボーイング727のほかダグラス DC-4、ダグラス DC-6、ダグラス DC-7、ボーイング377での飛行資格があった。
航空機関士は34歳の男性だった。総飛行時間は4,700時間で、ボーイング727では17時間の経験があった。

## 事故の経緯
708便は、フランクフルトからベルリンに向かう定期便だった。通常なら、ベルリン・テンペルホーフ空港行きであったが、テンペルホーフ空港の滑走路舗装作業により、11月13日からベルリン・テーゲル空港へ行き先を変更していた。
708便は、2時04分にフランクフルトを離陸し、9,000フィート (2,700 m)まで上昇した。2時35分、パイロットは3,000フィート (910 m)付近を降下中と管制官に報告した。3分後の2時38分に、管制官は「左旋回、方位030、降下して高度2,000フィート (610 m)を維持せよ」と指示した。アウター・マーカーの6.5マイル手前で、次の指示として「右旋回、方位060、滑走路8RへILSでの着陸を許可」と伝えた。パイロットが、着陸許可を復唱した直後、機体は滑走路から10マイル地点のソ連占領統治地域に墜落した。事故当日は、雪が降っており視程は2.6kmほどであった。

## 事故調査
当時、ソ連は国際民間航空機関（ICAO）に所属していなかった。ICAOに所属する各国は、航空安全性を高めるため、調査官の渡航を公式に認めていたが、前述のようにソ連はICAOに属していなかったため、調査官の立ち入りを拒否した。
ソ連は、事故機の残骸の約50%ほどをアメリカに返還したものの、フライトデータレコーダーやコックピットボイスレコーダー、制御機器、通信装置などの調査に欠かせない部品のいくつかは返還されなかった。
調査委員会は、機体が許可された高度を下回って降下した事が墜落原因としたが、なぜ降下したかを特定することは出来なかったと述べた。